# Cuba Gooding Jr.
Cuba Michael Gooding Jr. (New York, 1968. január 2. –) Oscar-díjas amerikai színész.
A Fekete vidék (1991) sikerét követően feltűnt az Egy becsületbeli ügy (1992), A 99-es alakulat (1995), a Vírus (1995) és a Lesz ez még így se! című filmekben.
1996-ban a Jerry Maguire – A nagy hátraarc című romantikus drámával Oscar-díjat nyert legjobb férfi mellékszereplő kategóriában. A 2000-es évek elejétől látható volt a Férfibecsület (2000), a Pearl Harbor – Égi háború (2001), az Üldözési mánia (2001), az Amerikai gengszter (2007), A komornyik (2013) és a Selma (2014) című alkotásokban. A 2000-es évek közepétől a 2010-es évek elejéig számos alacsonyabb költségvetésű DVD-filmben is szerepléseket vállalt.
2016-ban az American Crime Story első évadjában (American Crime Story: Az O. J. Simpson-ügy) a címszereplőt alakította. Ugyanebben az évben játszott az Amerikai Horror Story hatodik évadjában is.

## Élete és pályafutása

### A kezdetek
New York Bronx negyedében nőtt fel és már egészen fiatal korában eldöntötte, hogy színész lesz. Ennek érdekében Los Angelesbe költözött, hogy ott próbáljon meg munkát találni.
1987-ben kezdte meg filmes pályafutását, olyan jelentéktelen szerepekkel, hogy gyakorlatilag még a stáblistán sem tüntették fel a nevét. Például a MacGyver című tévésorozat egyik epizódjában is kapott egy kisebb szerepet. Első valódi filmszerepét 1991-ben, John Singleton Fekete vidék című, két Oscarra jelölt filmdrámájában kapta, melyben Laurence Fishburne partnereként volt látható.
Továbbra sem sikerült feljebb másznia a ranglétrán, így az 1992-es Egy becsületbeli ügy című Rob Reiner moziban is csak epizodistaként számoltak vele. 1993-ban két felejthetőbb film, a Hajnalhasadás és Az ítélet éjszakája következett.
1994-ben a Jack, a villám című western-komédiában volt látható Paul Hogan oldalán, melyben egy néma banditapalántát alakít. A mozi sikeresnek bizonyult és a színész karrierjén is lendített. Talán ennek is volt köszönhető, hogy szerepet kapott Wolfgang Petersen Vírus című filmjében, melyben egy sor neves színész, köztük Dustin Hoffman volt látható.

### Oscar-díjas színészként
1996-ban Cameron Crowe rendező hívta meg Jerry Maguire – A nagy hátraarc című mozijába, melyben egy másodosztályú focistát kellett megformálnia a címszerepet játszó Tom Cruise oldalán. A filmet több kategóriában is Oscar-díjra jelölték, de végül csak Cuba térhetett haza díjjal. Ettől kezdve neve bekerült Hollywood körforgásába és jobbnál jobb szerepeket kínáltak fel számára, de ő továbbra is csak egy vagy két munkát vállalt el évente. 1997-ben Jack Nicholson oldalán tűnt fel a Lesz ez még így se! című romantikus vígjátékban, majd egy évre rá a Csodás álmok jönnek következett Robin Williams partnereként. 1999-ben lelkes pszichiátert formált meg az Ösztön című filmben, ahol Anthony Hopkins volt a páciense. A 2000-ben készült Férfibecsületben Robert De Niro volt a kiképzőtisztje.
2001-ben szerepelt a nagyszabású Pearl Harbor – Égi háború című történelmi drámában, azonban a film nem váltotta be a hozzáfűzött reményeket. Az Árnyékra vetődve és a Hajó a vége című filmekkel a színész pályája csorbát szenvedett, de ezt a 2003-as Rádió című filmdrámában nyújtott hiteles játékával feledtetni tudta. Ezt azonban olyan, kevésbé sikeres művek követték, mint az Árnyékboksz (2005), a Norbit (2007) vagy a Hős kerestetik (2008).

## Filmográfia

### Film
| Év   | Magyar cím                                   | Eredeti cím                                      | Szerep                           | Magyar hang           |
| ---- | -------------------------------------------- | ------------------------------------------------ | -------------------------------- | --------------------- |
| 1988 | Amerikába jöttem                             | Coming to America                                | hajat vágató fiú                 | nem szólal meg        |
| 1989 | Az utolsó csengetés                          | Sing                                             | Stanley                          |                       |
| 1991 | Fekete vidék                                 | Boyz N the Hood                                  | Tre Styles                       | Fekete Zoltán         |
| 1992 | Gladiátor                                    | Gladiator                                        | Abraham Lincoln Haines           | Rékasi Károly         |
| 1992 | Egy becsületbeli ügy                         | A Few Good Men                                   | Carl Hammaker                    | Bede-Fazekas Szabolcs |
| 1993 | Az ítélet éjszakája                          | Judgment Night                                   | Mike Peterson                    | Dózsa Zoltán          |
| 1994 | Jack, a villám                               | Lightning Jack                                   | Ben Doyle                        | nem szólal meg        |
| 1994 | Időzített bomba                              | Blown Away                                       | tűzszerésztanuló (cameo)         |                       |
| 1995 | Vírus                                        | Outbreak                                         | Salt őrnagy                      | Anger Zsolt           |
| 1995 | Bármi áron                                   | Losing Isaiah                                    | Eddie Hughes                     |                       |
| 1996 | Jerry Maguire – A nagy hátraarc              | Jerry Maguire                                    | Rod Tidwell                      | Kerekes József        |
| 1997 | Tégy egy szívességet!                        | Trading Favors                                   | bolti eladó (cameo)              | Fekete Zoltán         |
| 1997 | Lesz ez még így se!                          | As Good As It Gets                               | Frank Sachs                      | Kálid Artúr           |
| 1998 | Csodás álmok jönnek                          | What Dreams May Come                             | Albert                           | Stohl András          |
| 1998 | Isten hozta Hollywoodban                     | Welcome to Hollywood                             | önmaga                           |                       |
| 1998 | Egy gyilkosság forgatókönyve                 | A Murder of Crows                                | Lawson Russell                   |                       |
| 1999 | Ösztön                                       | Instinct                                         | Dr. Theo Caulder                 | Kálid Artúr           |
| 1999 | Robbanáspont                                 | Chill Factor                                     | Arlo                             | Rába Roland           |
| 1999 | Robbanáspont                                 | Chill Factor                                     | Arlo                             | Szvetlov Balázs       |
| 2000 | Férfibecsület                                | Men of Honor                                     | Carl Brashear                    | Kálloy Molnár Péter   |
| 2001 | Pearl Harbor – Égi háború                    | Pearl Harbor                                     | Doris Miller tizedes             | Kálid Artúr           |
| 2001 | Üldözési mánia                               | Rat Race                                         | Owen Templeton                   | Galambos Péter        |
| 2001 | Zoolander, a trendkívüli                     | Zoolander                                        | önmaga (cameo)                   |                       |
| 2001 | Árnyékra vetődve                             | In the Shadows                                   | Draven                           |                       |
| 2002 | Kutyabajnok                                  | Snow Dogs                                        | Ted Brooks                       | Kálid Artúr           |
| 2002 | Hajó a vége                                  | Boat Trip                                        | Jerry Robinson                   | Crespo Rodrigo        |
| 2003 | Kísértés két szólamban                       | The Fighting Temptations                         | Darrin Hill                      | Kerekes József        |
| 2003 | Rádió                                        | Radio                                            | James Robert "Radio" Kennedy     | Csőre Gábor           |
| 2004 | A legelő hősei                               | Home on the Range                                | Bátor (hangja)                   | Széles Tamás          |
| 2005 | Árnyékboksz                                  | Shadowboxer                                      | Mikey                            | Crespo Rodrigo        |
| 2005 | Mocsok                                       | Dirty                                            | Salim Adel rendőr                | Schneider Zoltán      |
| 2006 | Döntő játszma                                | End Game                                         | Alex Thomas                      | Tóth Roland           |
| 2007 | Norbit                                       | Norbit                                           | Dejon Hughes                     | Kerekes József        |
| 2007 | Oviapu 2.                                    | Daddy Day Camp                                   | Charlie Hinton                   | Király Attila         |
| 2007 |                                              | What Love Is                                     | Tom                              |                       |
| 2007 | Amerikai gengszter                           | American Gangster                                | Nicky Barnes                     | Kálid Artúr           |
| 2007 | Őslények országa 13. – A barátok bölcsessége | The Land Before Time XIII: The Wisdom of Friends | Loofah, a Beipiaosaurus (hangja) | Kálid Artúr           |
| 2008 | Hős kerestetik                               | Hero Wanted                                      | Liam Case                        | Dolmány Attila        |
| 2008 |                                              | Harold                                           | Cromer                           |                       |
| 2008 | A határon                                    | Linewatch                                        | Michael Dixon                    | Bognár Tamás          |
| 2009 | Árulás és megtorlás                          | The Way of War                                   | David Wolf                       | Papp Dániel           |
| 2009 | Az ördög kriptája                            | The Devil's Tomb                                 | Mack                             | Maday Gábor           |
| 2009 | Karátok és ellenségek                        | Lies & Illusions                                 | Isaac Kahn                       |                       |
| 2009 | Bedrótozva                                   | Hardwired                                        | Luke Gibson                      | Varga Gábor           |
| 2009 | Melléfogás                                   | Wrong Turn at Tahoe                              | Joshua                           | Stohl András          |
| 2011 | A fejvadász                                  | The Hit List                                     | Jonas Archer                     | Kálid Artúr           |
| 2011 |                                              | Sacrifice                                        | John Hebron nyomozó              |                       |
| 2011 | Időzített gyilkosság                         | Ticking Clock                                    | Lewis Hicks                      | Anger Zsolt           |
| 2012 | Red Tails: Különleges légiosztag             | Red Tails                                        | Emanuelle Stance őrnagy          | Kerekes József        |
| 2012 | Egyetlen golyó                               | One in the Chamber                               | Ray Carver                       | Kerekes József        |
| 2012 | Egyetlen golyó                               | One in the Chamber                               | Ray Carver                       | Kálid Artúr           |
| 2013 | Don Jon                                      | Don Jon                                          | hollywoodi színész               |                       |
| 2013 |                                              | Life of a King                                   | Eugene                           |                       |
| 2013 | Megtévesztés                                 | Absolute Deception                               | John Nelson FBI-ügynök           | Kálid Artúr           |
| 2013 | A komornyik                                  | The Butler                                       | Carter Wilson                    | Kálloy Molnár Péter   |
| 2013 | Machete gyilkol                              | Machete Kills                                    | El Camaleon                      | Kerekes József        |
| 2014 |                                              | Freedom                                          | Samuel                           |                       |
| 2014 | Selma                                        | Selma                                            | Fred Gray                        |                       |
| 2018 |                                              | Bayou Caviar                                     | Rodney Jones                     |                       |
| 2020 | Egy év az élet                               | Life in a Year                                   | Xavier                           | Kálid Artúr           |
| 2023 |                                              | The Weapon                                       | Blue                             |                       |

### Televízió

#### Tévéfilm
| Év   | Magyar cím                 | Eredeti cím                                   | Szerep                 | Magyar hang         |
| ---- | -------------------------- | --------------------------------------------- | ---------------------- | ------------------- |
| 1990 | Drogháború Las Vegasban 2. | Nasty Boys: Kill or Be Killed                 | Pop Top                | Halmágyi Sándor     |
| 1992 | Gyilkosság indíték nélkül  | Murder Without Motive: The Edmund Perry Story | Tyree                  |                     |
| 1993 | Hajnalhasadás              | Daybreak                                      | Stephen 'Torch' Tolkin | Gesztesi Károly     |
| 1995 | A 99-es alakulat           | The Tuskegee Airmen                           | Billy Roberts          | Vida Péter          |
| 1995 | A 99-es alakulat           | The Tuskegee Airmen                           | Billy Roberts          | Kálid Artúr         |
| 2009 | Az aranykezű sebész        | Gifted Hands: The Ben Carson Story            | Ben Carson             | Stohl András        |
| 2009 | Az aranykezű sebész        | Gifted Hands: The Ben Carson Story            | Ben Carson             | Kálid Artúr         |
| 2012 |                            | Firelight                                     | Dwayne Johnson (DJ)    |                     |
| 2013 | Az éjféli gyilkos          | Summoned                                      | Callendar nyomozó      | Kálloy Molnár Péter |

#### Sorozat
| Év        | Magyar cím                                 | Eredeti cím                                       | Szerep                  | Megjegyzések                              |
| --------- | ------------------------------------------ | ------------------------------------------------- | ----------------------- | ----------------------------------------- |
| 1986      |                                            | Better Days                                       | zaklató                 | 1 epizód                                  |
| 1986      |                                            | The Dating Game                                   | önmaga / versenyző      |                                           |
| 1986–1987 | Zsarublues                                 | Hill Street Blues                                 | bandatag / Ethan Dillon | 2 epizód                                  |
| 1988      |                                            | CBS Schoolbreak Special                           | Paul                    | 1 epizód                                  |
| 1988      |                                            | Amen                                              | Kenny                   | 1 epizód                                  |
| 1989–1991 | MacGyver                                   | MacGyver                                          | Billy Colton            | 4 epizód                                  |
| 1993      |                                            | The Untouchables                                  | Tommy Taylor            | 1 epizód                                  |
| 1999      | Saturday Night Live                        | Saturday Night Live                               | önmaga (házigazda)      | 1 epizód                                  |
| 2007      | Szezám utca                                | Sesame Street                                     | önmaga                  | 2 epizód                                  |
| 2013      |                                            | Guilty                                            | Billy Remz              | próbaepizód                               |
| 2015      | Empire                                     | Empire                                            | Dwayne 'Puma' Robinson  | 1 epizód                                  |
| 2015      |                                            | The Book of Negroes                               | Samuel Fraunces         | minisorozat (2 epizód)                    |
| 2015      | Rémálomgyár                                | Big Time in Hollywood, FL                         | önmaga                  | - 6 epizód - magyar hangja: - Kálid Artúr |
| 2015      | Mindörökké                                 | Forever                                           | Isaac Monroe            | 3 epizód                                  |
| 2016      | American Crime Story: Az O. J. Simpson-ügy | American Crime Story: The People v. O. J. Simpson | O. J. Simpson           | 10 epizód                                 |
| 2016      | Amerikai Horror Story: Roanoke             | American Horror Story: Roanoke                    | Matt Miller             | 5 epizód                                  |
| 2016      | Amerikai Horror Story: Roanoke             | American Horror Story: Roanoke                    | Dominic Banks           | 5 epizód                                  |

## Fordítás
- Ez a szócikk részben vagy egészben  a   Cuba Gooding Jr. című angol Wikipédia-szócikk fordításán alapul.  Az eredeti cikk szerkesztőit annak laptörténete sorolja fel. Ez a jelzés csupán a megfogalmazás eredetét és a szerzői jogokat jelzi, nem szolgál a cikkben szereplő információk forrásmegjelöléseként.